# Lukas Handschin
Lukas Christoph Handschin (* 7. April 1959 in Zürich; † 15. April 2023) war ein Schweizer Jurist und Hochschullehrer an der Universität Basel.

## Leben
Lukas Handschin studierte von 1978 bis 1980 Japanisch und Volkswirtschaftslehre an der International Christian University in Tokio. Anschliessend kehrte er in die Schweiz zurück und begann ein Studium der Rechtswissenschaften an der Universität Basel, das er 1985 abschloss. In der Folge arbeitete er als Assistent von Karl Spiro an der Universität Basel. Dort promovierte er 1987 zum Dr. iur. Im folgenden Jahr erwarb Handschin sein Anwaltspatent und arbeitete ab 1989 als Rechtsanwalt bei Lenz & Staehelin in Zürich, ab 1996 bei Schumacher Baur Hürlimann. 1993 vollendete Handschin in Basel seine Habilitation und erhielt die Venia docendi für Privatrecht.
2006 wurde er zum 50-prozentigen ausserordentlichen Professor an der Universität Basel gewählt, ab 2009 bis zu seiner Emeritierung war er dort Ordinarius für Privatrecht. Seine Forschungsschwerpunkte lagen insbesondere im Obligationenrecht, im Gesellschaftsrecht, im Handelsrecht, im Rechnungslegungs- und Revisionsrecht und im Sportrecht.

## Werke (Auswahl)
- Papierlose Wertpapiere. Helbing & Lichtenhahn, Basel 1987, ISBN 978-3-7190-0996-0 (Dissertation).
- Der Konzern im geltenden schweizerischen Privatrecht. Schulthess, Zürich 1994, ISBN 978-3-7255-3193-6 (Habilitationsschrift).
- Rechnungslegungs- und Revisionsrecht. 2. Auflage. Schulthess, Zürich 2013, ISBN 978-3-03751-523-5.